# 武田政義
武田 政義（たけだ まさよし）は、鎌倉時代後期から南北朝時代の武将。

## 概要
甲斐源氏の惣領武田氏のうち、安芸守護職を継承し安芸へ移った信時流武田氏とは異なり、甲斐国へ在留し山梨郡石和（山梨県笛吹市石和町）を本拠地とした石和流武田氏の当主。『尊卑分脈』所載「武田氏系図」によれば父は貞信、弟に貞政。子に福寿丸がいる。

## 生涯
平安時代後期に甲斐国に土着した甲斐源氏の一族は甲府盆地の各地に土着して勢力を扶植し、平安末期には治承・寿永の乱において活躍し源頼朝の鎌倉幕府創設に参加する。その後甲斐源氏は頼朝の粛清を受けて弱体化するが、惣領武田氏を中心とする一族は甲斐や他国において勢力を拡大する。
鎌倉時代には惣領武田氏の動向も不明であるが、鎌倉末期には確認される唯一の甲斐守護として政義の名が見られる。
鎌倉時代後期の元弘元年（1331年）、後醍醐天皇が倒幕を企てて笠置山（京都府笠置町）において挙兵する（笠置山の戦い）。鎌倉幕府では京都に差し向ける軍勢を編制し乱の鎮圧のため派兵しているが、このときの軍勢の中に甲斐守護と想定されている武田政義（三郎）がおり、小笠原信濃入道とともに甲斐の軍勢を率いて参加している。同年9月、幕府勢は笠置山を陥落させて後醍醐天皇を捕縛し、乱は鎮圧される。同年10月には後醍醐方の楠木正成が籠城している河内国赤坂城（大阪府南河内郡千早赤阪村）を攻略しているが（赤坂城の戦い）、このときの軍勢の中には政義、小笠原彦五郎、武田伊豆守の名が見られる（「光明寺残篇」）。
元弘2年（1332年）3月後醍醐天皇は隠岐島へ配流され、後醍醐方の護良親王や楠木正成、播磨国の赤松則村（円心）らが畿内各地で挙兵して抵抗し、幕府では京都六波羅探題の管轄する西国御家人と大番役を務める在京御家人により軍勢を動員しており、この時は政義はじめ甲斐の御家人の動員は確認できない。
元弘3年（1333年）閏2月には後醍醐天皇が隠岐を脱出し伯耆国船上山（鳥取県琴浦町）で挙兵するが、『太平記』金勝院本に拠れば、武田政義は石見守護代盛信を討ち、船山本に馳せ参じたという。
同年4月、幕府方から援軍として送られた足利高氏が丹波篠村（京都府亀岡市）において後醍醐方に通じ、京の六波羅探題を滅ぼす。甲斐源氏では5月25日に千早城攻城参加していた南部武行が敗走する途中で三河矢作宿において足利方の仁木氏・細川氏、「武田十郎」から尋問の受けているが（「南部時長等重陳状」）、この「武田十郎」は政義に比定される可能性が考えられている。
鎌倉幕府滅亡後、元弘3年6月に成立した後醍醐天皇の建武の新政においては六波羅に味方した武田信武に代わり甲斐源氏一族の総領となり、建武元年（1334年）10月14日の北山殿における笠懸においては小笠原貞宗（信濃守）、秋山光助（孫四郎）、小笠原長俊（孫四郎）、小笠原宣貞（二郎四郎）らとともに、射主交名として見られる。建武政権における守護補任は不明だが、建武2年に足利尊氏が建武政権から離反して後醍醐方と敵対すると政義も尊氏方に属し建武3年正月には信濃守護小笠原貞宗とともに信濃諏訪郡へ侵攻しており、この時点では甲斐守護となっている。
南北朝の内乱における甲斐源氏では安芸守護武田信武が尊氏方に加担しており、甲斐では建武3年5月5日に後醍醐方の初雁五郎が挙兵し大善寺を焼き討ちしているなど反足利勢の活動が見られるが、政義はその後南朝方に転じ、康永2年（1343年）には幕府方の守護代に攻められ討死している。